# Günter Kunert
Günter Kunert (6. března 1929, Berlín – 21. září 2019) byl německý spisovatel, řadící se k literátům poválečného literárního období.

## Život a dílo
Narodil se v Berlíně v období Výmarské republiky. Z důvodu židovského původu svojí matky Edith mu byla odepřena možnost studovat. Jeho literární prvotinou byla báseň Ein Zug rollt vorüber, uveřejněná roku 1947 v deníku Berlin am Mittag. O dva roky později vstoupil do německé Sjednocené socialistické strany (SED). Na počátku 50. letech 20. století uveřejnil svoji první básnickou sbírku Wegschilder und Mauerinschriften; následně vzbudil pozornost literáta a tehdejšího ministra kultury v jedné osobě Johannese R. Bechera, který jej také podporoval. Vliv na jeho literární směřovaní avšak mělo i seznámení s německým dramatikem Bertoltem Brechtem. V 70. letech 20. století náležel ke skupině více než 150 intelektuálů a umělců, kteří se postavili proti vyhoštění německého písničkáře Wolfa Biermanna. Následně byl avšak ze strany SED vyloučen, což vedlo k tomu, že v roce 1979 emigroval do Západního Německa.
Jedná se o všestranně založeného spisovatele, jenž se během svého života věnoval rozmanitým literárním žánrům počínaje např. baladami, sonety, fejetony, divadelními hrami, konče romány, či kratšími prozaickými útvary, v nichž se kriticky vyrovnával s pocitem odcizení, či temnou německou minulostí. Dle jeho vlastních slov ovlivnili jeho tvorbu spisovatelé, kterými byli kupříkladu Franz Kafka, Marcel Proust, či Christian Friedrich Hebbel.
V roce 1952 se oženil, s manželkou Marianne žije ve vesnici Kaisborstel ve Šlesvicku-Holštýnsku.

### České překlady z němčiny
- Jízda rychlodráhou. 1. vyd. Praha: Odeon, 1973. 189 S. Překlad: Jan Scheinost